# Le Tréhou
Le Tréhou è un comune francese di 640 abitanti situato nel dipartimento del Finistère nella regione della Bretagna.

## Società

### Evoluzione demografica
Abitanti censiti